# Воробьёв, Юрий Леонидович
Ю́рий Леони́дович Воробьёв (род. 2 февраля 1948, Красноярск) — советский и российский государственный деятель. С мая 2007 года член Совета Федерации Федерального Собрания Российской Федерации, с 19 сентября 2008 года — заместитель Председателя Совета Федерации.
Герой Российской Федерации, Заслуженный спасатель Российской Федерации, дважды лауреат премии Правительства Российской Федерации в области науки и техники, действительный государственный советник РФ 1-го класса. Воинское звание — полковник в отставке, председатель Управляющего совета Всероссийской общественной организации «Русское географическое общество». Из-за поддержки нарушения территориальной целостности Украины во время российско-украинской войны находится под персональными международными санкциями Евросоюза, США, Великобритании и ряда других стран.
Полный кавалер ордена «За заслуги перед Отечеством».

## Биография
Родился 2 февраля 1948 года в Красноярске.

### Образование
В 1971 году окончил Красноярский институт цветных металлов по специальности «Литейное производство черных и цветных металлов», квалификация — «инженер-металлург».
В 1992 году окончил Российскую академию управления (Москва) по специальности «Теория социально-политических отношений», квалификация — «Политолог. Советник (эксперт) по социально-политическим вопросам и связям с общественно-политическими объединениями».
В 1996 году решением диссертационного совета Российской академии государственной службы при Президенте Российской Федерации от 27 декабря 1996 года № 8 присуждена ученая степень кандидата политических наук (диссертация «Развитие международного сотрудничества в области ликвидации социально-политических последствий стихийных бедствий и обеспечения сейсмической безопасности России»).

### Трудовая и партийная карьера в советское время
Трудовую деятельность начал после окончания 9 классов средней школы в 1964 году на заводе «Красмаш» в Красноярске: работал учеником станочника, шлифовщиком и одновременно учился в вечерней школе рабочей молодежи 1964—1966.
По окончании института с 1971 года по 1972 год работал младшим научным сотрудником Красноярского института цветных металлов им. М. И. Калинина.
С 1972 года по 1980 год работал на различных должностях на Красноярском заводе автоприцепов: старший инженер-технолог, инженер-конструктор, начальник технологического бюро, заместитель начальника цеха, начальник цеха, заместитель директора). В 1982—1985 годы 1-й заместитель директора Красноярского завода автомобильных прицепов
В 1980—1982 годы — секретарь партийного комитета Красноярского завода автомобильных прицепов. В 1985—1988 годы 1-й секретарь Сосновоборского городского комитета КПСС; в 1988—1990 годы инспектор Красноярского крайкома КПСС.

### Дальнейшая карьера
Постановлением Совета Министров РСФСР от 28 апреля 1991 года № 229 был назначен заместителем Председателя Российского корпуса спасателей. С августа 1991 года по декабрь 1991 года работал в должности заместителя Председателя Государственного комитета РСФСР по чрезвычайным ситуациям. С декабря 1991 года по январь 1994 года — первый заместитель Председателя Государственного комитета Российской Федерации по делам гражданской обороны, чрезвычайным ситуациям и ликвидации последствий стихийных бедствий. С января 1994 года по апрель 2007 года — первый заместитель Министра Российской Федерации по делам гражданской обороны, чрезвычайным ситуациям и ликвидации последствий стихийных бедствий Сергея Шойгу. Был непосредственным руководителем ряда операций по ликвидации крупномасштабных чрезвычайных ситуаций, один из организаторов миротворческих операций при межнациональных конфликтах в Южной Осетии (1992), Приднестровье (1992), Абхазии (1993), на Балканах (1993—1995), в африканских странах под эгидой ООН, гуманитарных операций как на территории России, так и за рубежом.
С мая 2007 года член Совета Федерации Российской Федерации — представитель  от Законодательного собрания Вологодской области.
С 19 сентября 2008 года заместитель Председателя Совета Федерации.

## Международные санкции
16 декабря 2022 года, на фоне вторжения России на Украину, включён в санкционный список стран Евросоюза, так как «поддерживал и реализовывал действия и политику, которые подрывают территориальную целостность, суверенитет и независимость Украины и еще больше дестабилизируют Украину», в частности за поддержку аннексии оккупированных территорий Украины.
30 сентября 2022 года внесён санкционный список Соединённых Штатов Америки «за аннексию Путиным регионов Украины» и одобрения закона о фейках. Государственный департамент отмечает что сенаторы «проголосовали за одобрение просьбы Путина о вводе войск в Украину, что послужило неоправданным предлогом для полномасштабного вторжения России в Украину».
По аналогичным основаниям также находится в санкционных списках Великобритании, Канады, Швейцарии, Украины и Новой Зеландии

## Семья
Женат, имеет двух сыновей и внуков.
- Жена — Людмила Воробьёва.
- Старший сын — Андрей Юрьевич Воробьёв.
- Младший сын — Максим Юрьевич Воробьёв (род. 9 августа 1976), бизнесмен[10].

## Награды и звания
- «Герой Российской Федерации» с вручением знака особого отличия Медаль «Золотая Звезда» Героя Российской Федерации № 0780 (30 января 2003 года) — за мужество и героизм, проявленные в экстремальных ситуациях[11]
- Орден «За заслуги перед Отечеством» I степени (2023)[12]
- Орден «За заслуги перед Отечеством» II степени (Указ Президента РФ от 2.11.2017 № 531)
- Орден «За заслуги перед Отечеством» III степени (Указ Президента РФ от 21.02.2000 № 416)
- Орден «За заслуги перед Отечеством» IV степени (23 декабря 1995 года) — за заслуги перед государством и большую организационную работу по ликвидации последствий землетрясения на острове Сахалин и оказанию помощи пострадавшему населению[13]
- Орден «За личное мужество» (Указ Президента РФ от 23.06.1992 № 650)
- Орден Почёта (29 декабря 2012 года) — за большой вклад в развитие российского парламентаризма и активную законотворческую деятельность[14]
- Медаль Столыпина П. А. I степени (Распоряжение Правительства РФ от 17 января 2023 г. № 44-р) — за заслуги в законотворческой деятельности, направленной на решение стратегических задач социально-экономического развития страны[15]
- Медаль Столыпина П. А. II степени (Распоряжение Правительства РФ от 8 февраля 2019 г. № 170-р) — за заслуги в законотворческой деятельности, направленной на решение стратегических задач социально-экономического развития страны[16]
- Медаль «Защитнику свободной России» (Указ Президента РФ от 18.03.1993 № 370)
- Медаль «В память 850-летия Москвы» (Указ Президента РФ от 26.02.1997 № 132)
- Медаль «Ветеран труда» (Решение исполкома Красноярского Совета народных депутатов от 27.12.1989 № 372)
- Орден Почёта (Белоруссия, 25 августа 2016 года) — за значительный личный вклад в развитие экономических и гуманитарных связей между Республикой Беларусь и Российской Федерацией, межпарламентского сотрудничества, укрепление дружественных отношений и единства народов Беларуси и России[17][18]
- Орден «Честь и слава» («Ахьдз-Апша») — (Абхазия, 23 января 2008 года)
- Почётное звание «Заслуженный спасатель Российской Федерации» (27 декабря 2000 года) — за заслуги в предотвращении и ликвидации последствий аварий, катастроф и стихийных бедствий[19]
- Благодарность Президента Российской Федерации (Распоряжение Президента Российской Федерации от 09.11.1993 № 726) — за активное участие в обеспечении выполнения Указа Президента Российской Федерации от 21 сентября 1993 г. № 1400 «О поэтапной конституционной реформе в Российской Федерации» и ликвидации попытки вооружённого переворота 3-4 октября.
- Благодарность Президента Российской Федерации (15 декабря 2006 года) — за заслуги в предотвращении и ликвидации последствий аварий, катастроф и стихийных бедствий[20]
- Дважды лауреат премии Правительства Российской Федерации в области науки и техники:
  - за создание и внедрение системы мониторинга и прогнозирования катастроф и стихийных бедствий в Российской Федерации (постановление Правительства Российской Федерации от 29 февраля 2000 № 175);
  - за разработку и внедрение методов и технологий комплексной оценки и управления природно-техногенными рисками с целью устойчивого развития России (постановление Правительства Российской Федерации от 10 марта 2009 г. № 221).
- Почётная грамота Правительства Российской Федерации (26 января 2012 года) — за активное участие в законопроектной деятельности и развитии парламентаризма[21]
- Медаль МЧС России «Участнику чрезвычайных гуманитарных операций» (Приказ МЧС России от 27.12.1995 № 237-вк)
- Медаль МЧС России «За безупречную службу» (Приказ МЧС России от 25.12.2000 № 438-К)
- Медаль МЧС России «За отвагу на пожаре» (Приказ МЧС России от 05.02.2003 № 210-НС)
- Медаль МЧС России «За отличие в ликвидации последствий чрезвычайной ситуации» (Приказ МЧС России от 07.12.2006 № 361-К)
- Медаль Министерства внутренних дел Российской Федерации «За боевое содружество» (Приказ Министерства внутренних дел РФ от 19.12.2008 № 1063)
- Медаль ФСБ России «За боевое содружество» (Приказ ФСБ России от 26.12.2005 № 772)
- Медаль Министерства обороны России «За укрепление боевого содружества» (Приказ Министерства обороны РФ от 12.01.2001 № 7)
- Медаль «Международная организация гражданской обороны — МОГО» (Решение наградного комитета Международной организации гражданской обороны, 1998 г.)
- Медаль НАТО «За участие в миротворческой операции в Косово» (Решение Представительства объединённых сил «KFOR» (Косово), ноябрь 2000 г.)
- Медаль ООН «За миссию в бывшей Югославии»
- Медаль «Во славу Осетии» — высшая государственная награда Республики Северная Осетия-Алания (приказ от 13.07.2007 г. № 169)
- Медаль «За заслуги перед Вологодской областью» (Постановление Губернатора Вологодской области от 30.06.2014 № 215)
- Орден «Ветеранский Крест» (Вымпел — объединённая группа ветеранов специальных служб Приказ № 01-3 от 15.02.2012 года)
- Медаль «Преподобный Димитрий Прилуцкий I степени» — за благотворительность и храмостроительство (Вологодская Епархия Русской Православной Церкви 27.12.2013)
- Медаль «МПА СНГ. 25 лет» (27 марта 2017 года, Межпарламентская ассамблея СНГ) — за заслуги в деле развития и укрепления парламентаризма, за вклад в развитие и совершенствование правовых основ функционирования Содружества Независимых Государств, укрепление международных связей и межпарламентского сотрудничества[22]
- Почётная грамота Совета МПА СНГ (27 ноября 2014 года, Межпарламентская ассамблея СНГ) — за активное участие в подготовке и проведении пятого международного конгресса «Безопасность на дорогах ради безопасности жизни», вклад в развитие сотрудничества между государствами — участниками Содружества Независимых Государств[23]
- «Бронзовая медаль» — за достигнутые успехи в развитии народного хозяйства СССР (Постановление Главного комитета ВДНХ СССР от 04.03.1985 № 68-Н)